# Acto Institucional Número Cuatro

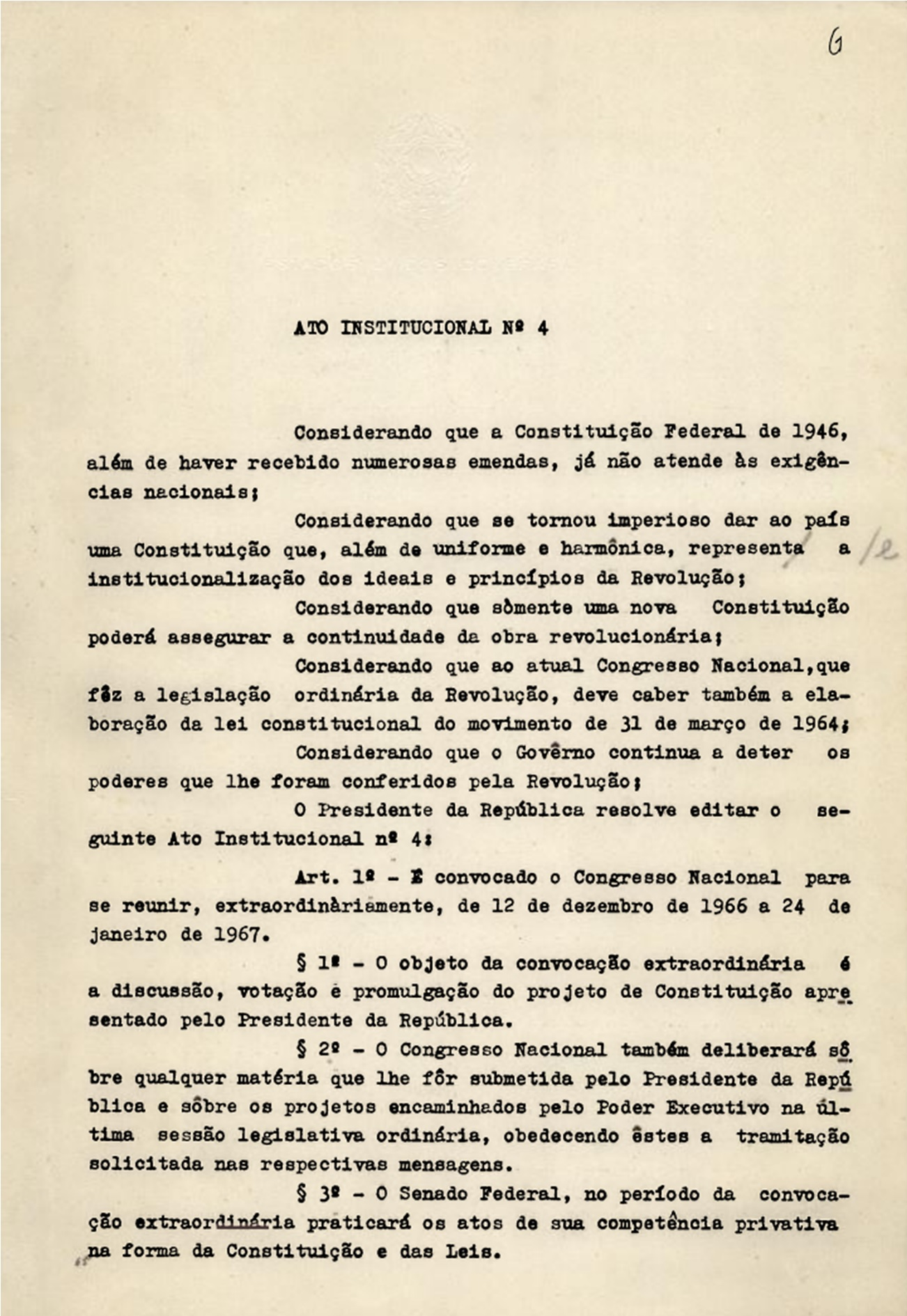
Texto del Acto Institucional Número Cuatro

El Ato Institucional Número Cuatro o AI-4 fue decretado por el mariscal Castelo Branco el 7 de diciembre de 1966, con la intención de promover y organizar la discusión de una nueva Constitución para Brasil, que sería coincidente con el régimen militar instaurado en 1964.

## Historia
El presidente Castelo Branco, por medio del AI-4, convocó al Congreso Nacional para la votación y promulgación de un proyecto de Constitución que revocaba definitivamente la Constitución de 1946. El texto constitucional había recibido tantas enmiendas que estaba completamente desnaturalizado. En el Acto Institucional Número Cuatro están descritos los plazos y caminos que deberán ser seguidos para la elaboración de una nueva Constitución. El presidente Castelo Branco nombraría a una Comisión Mixta compuesta por once senadores y once diputados, todos de su elección. Sus trabajos pasarían al Congreso Nacional, transformado en Asamblea Nacional Constituyente y ya con los miembros de la oposición alejados, que aprobaría, bajo la presión de los militares, una Carta Constitucional semiotorgada que, a nadie se le escapaba, buscaría legalizar e institucionalizar el régimen militar consecuente al golpe de Estado de 1964. La nueva Constitución solo fue derribada con la aprobación de la Constitución de 1988, tres años después del fin del Régimen militar.

## Promulgación
La Constitución brasileña de 1967 fue otorgada el día 24 de enero de 1967, en un acto del presidente ante el Congreso Nacional, y entró en vigor el día 15 de marzo de 1967. La que sería sexta constitución de Brasil y quinta de la República fue elaborada por el Congreso Nacional, al que el AI-4 atribuyó la función constituyente original ("ilimitada y soberana").
El texto, que daba grandes poderes al presidente de la República, sería modificado nuevamente por la Enmienda Constitucional n° 1, de 17 de octubre de 1969, que buscaría un poder político aún más centralizado en manos del Gobierno.